# Ala-Musta
Ala-Musta eller Ala Mustajärvi är en sjö i Finland. Den ligger i kommunen Suomussalmi i landskapet Kajanaland, i den centrala delen av landet, 600 km norr om huvudstaden Helsingfors. Ala-Musta ligger 291 meter över havet. Arean är 38,5 hektar och strandlinjen är 3,02 kilometer lång. Sjön  ingår i Uleälvens huvudavrinningsområde. 